# Svartkremla
Svartkremla (Russula nigricans) är en svampart som beskrevs av Fr. 1838. Svartkremla ingår i släktet kremlor och familjen kremlor och riskor.  Arten är reproducerande i Sverige. Inga underarter finns listade i Catalogue of Life.

## Externa länkar

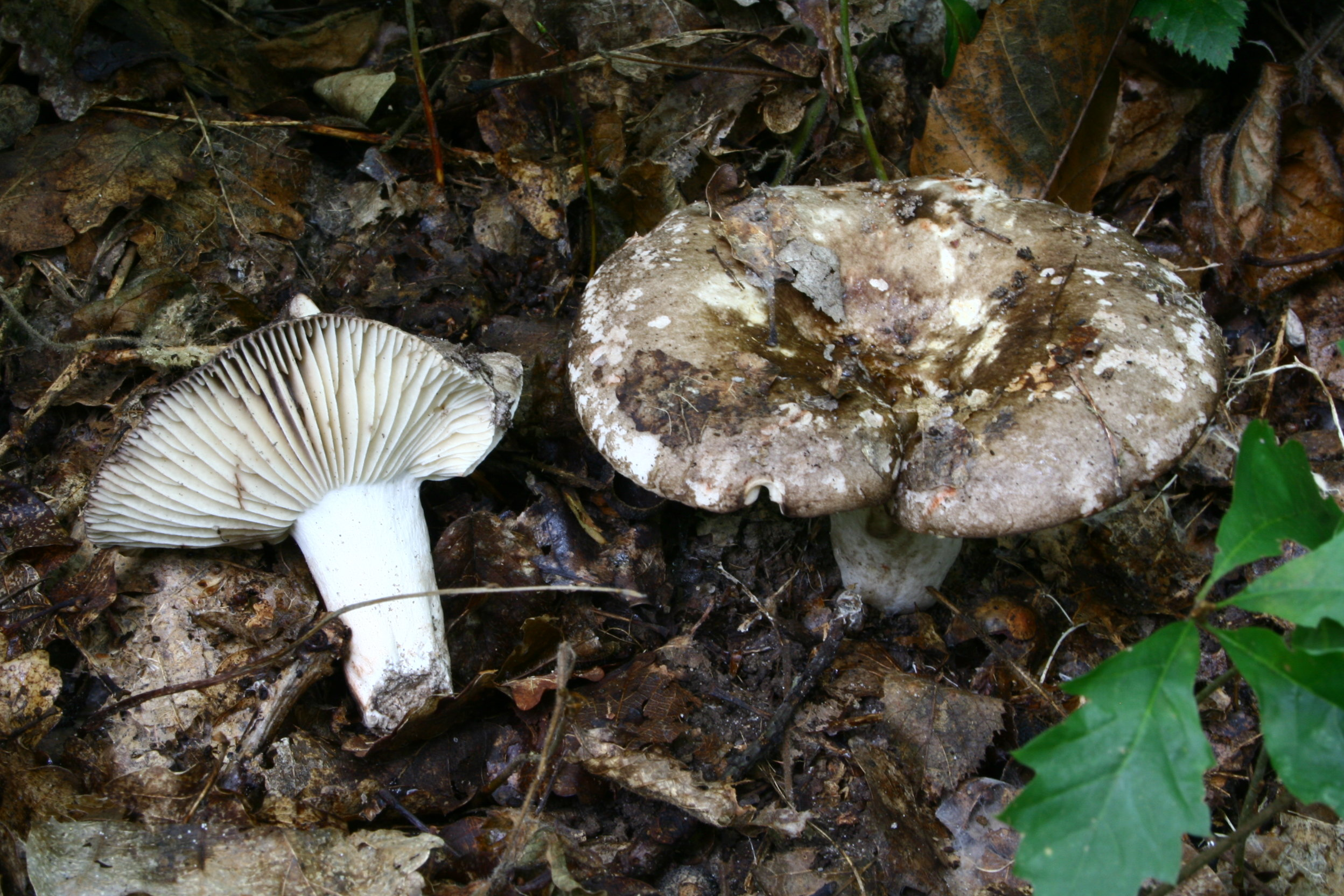
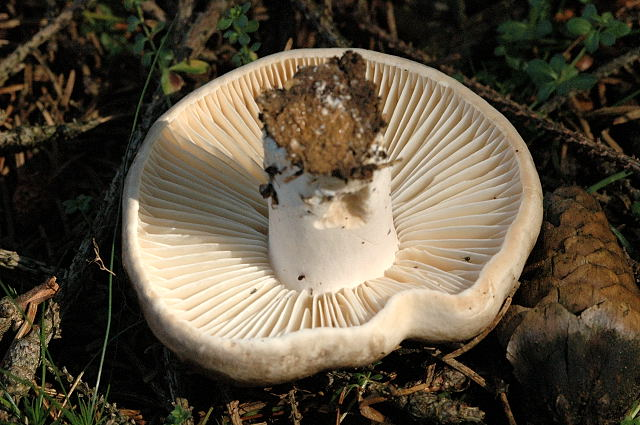
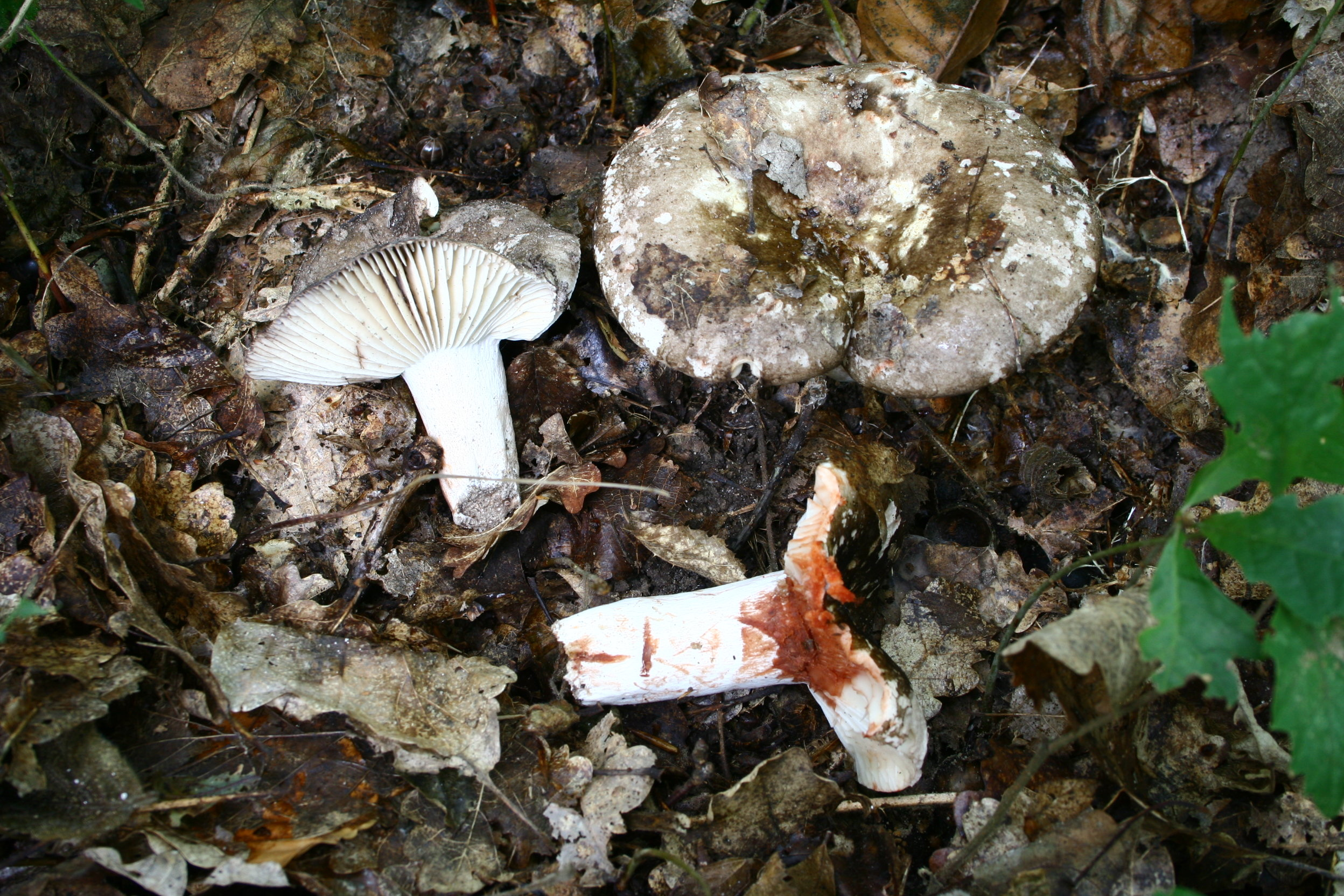
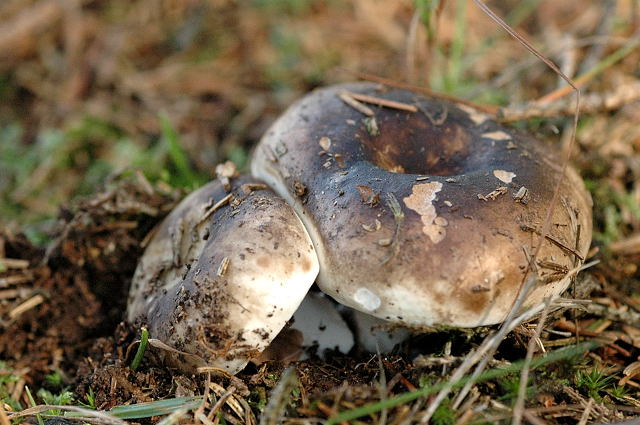
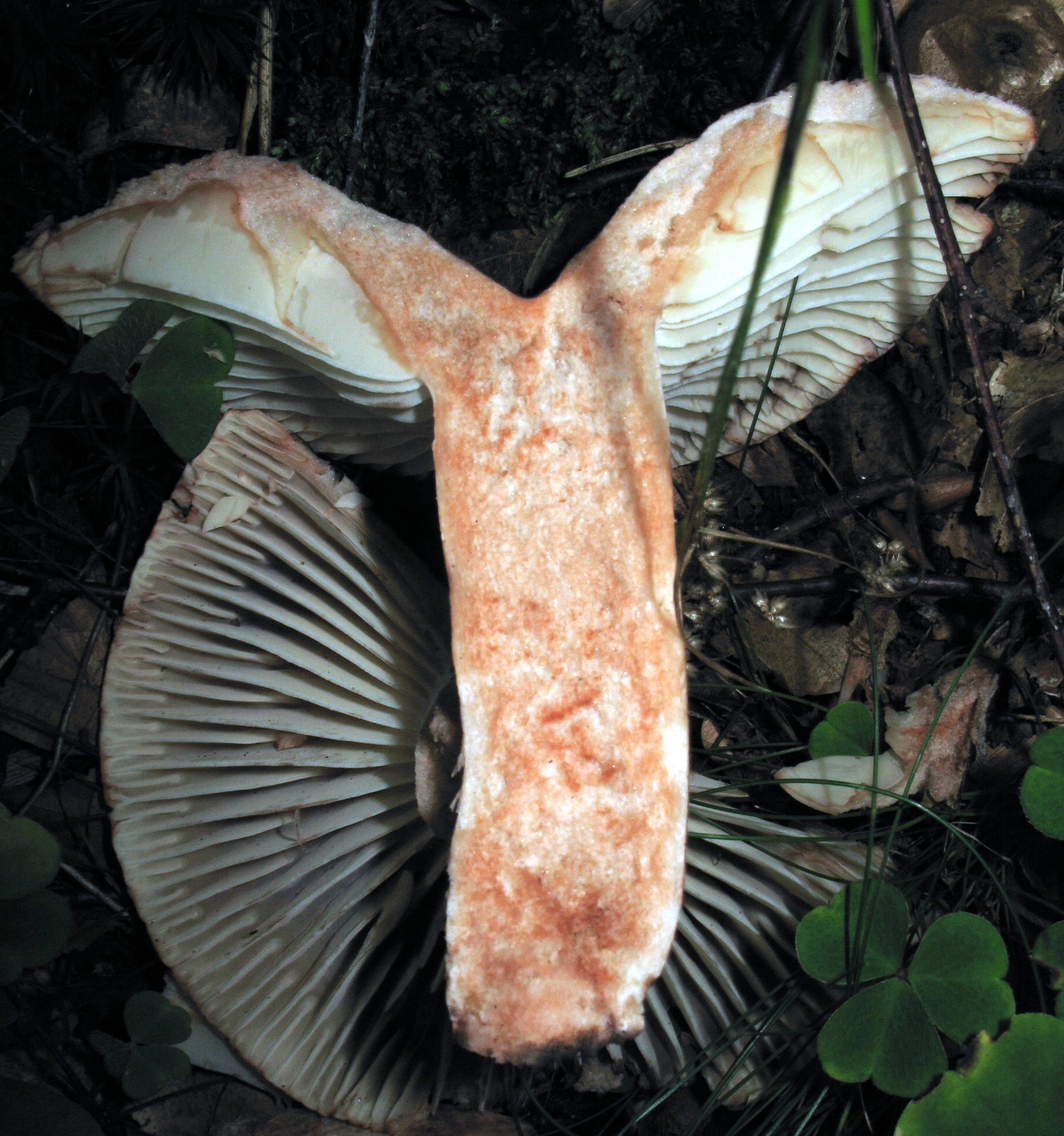
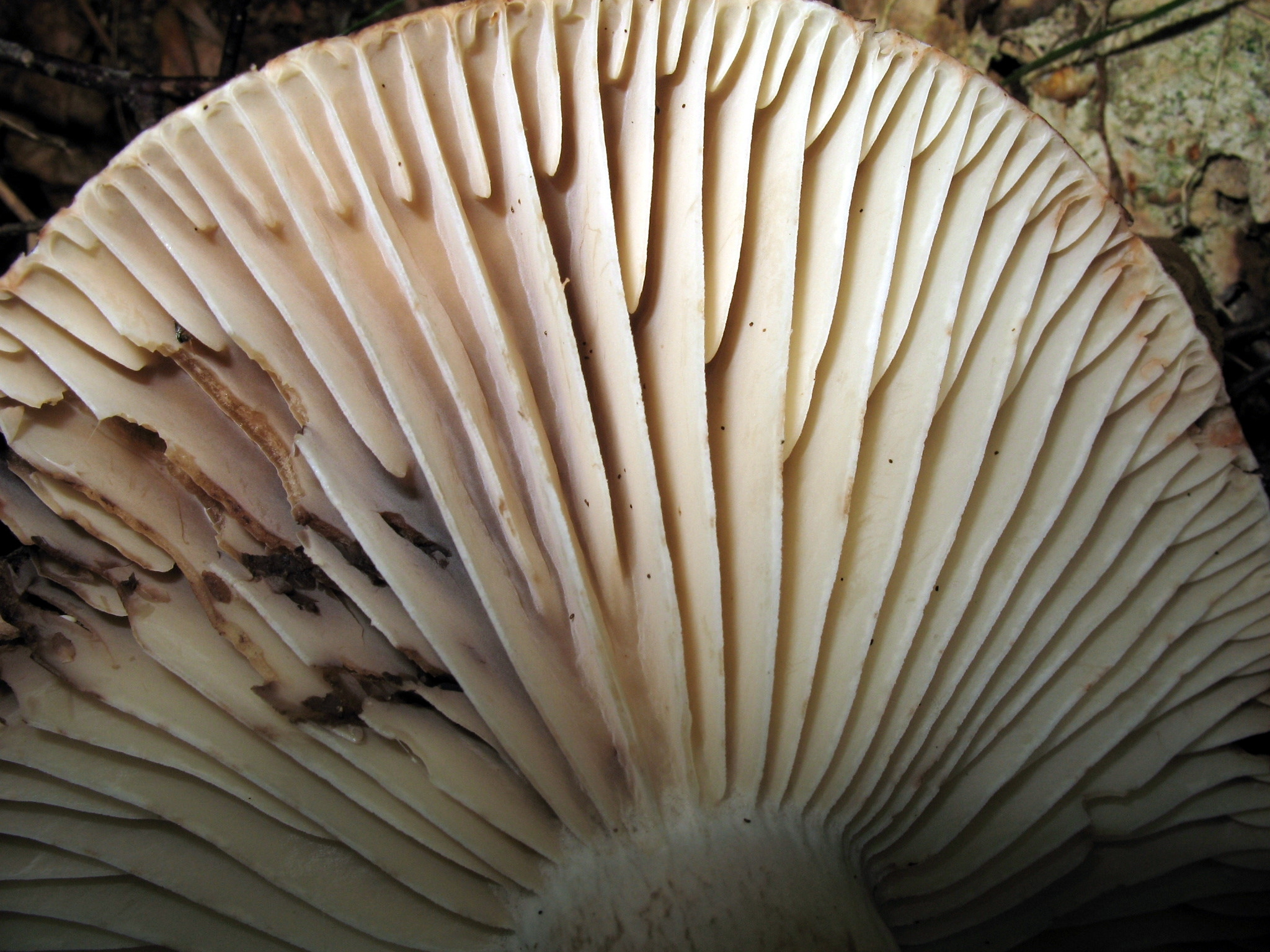